# Strangalia elegans
Strangalia elegans är en skalbaggsart som beskrevs av Giesbert 1997. Strangalia elegans ingår i släktet Strangalia och familjen långhorningar.
Artens utbredningsområde är:
- Costa Rica.
- Honduras.

Inga underarter finns listade i Catalogue of Life.